# TOKIO Special GIGs 2006 〜Get Your Dream〜
『TOKIO Special GIGs 2006 〜Get Your Dream〜』（トキオ・スペシャル・ギグス 2006 ゲット・ユア・ドリーム）は、2006年11月22日に発売されたTOKIOのライブDVD。

## 解説
2006年8月14日から9月15日に行われたTOKIOとしてはデビュー後初のライブハウスツアー『TOKIO Special GIGs 2006 〜Get Your Dream〜』から、本編として一部楽曲を除いたライブの模様と、特典映像としてバックステージでのツアードキュメント映像などを収録している。なお、今作に収録されなかったシャッフルバンド「SCHOOL FESTIVAL」として演奏した「何度も夢の中でくり返すラブ・ソング」は、後にアルバム｢sugar｣の初回盤Bに付属のDVDに収録された。
初回出荷分のみデジパック、スリーブケース仕様となっている。なお、今作からVHSは発売されていない。

## 収録曲

### 本編
1. LOOP 〜愛しい日々のメロディ〜 作詞・作曲:TAKESHI
2. Get Your Dream 作詞:TAKESHI、作曲:TSUKASA
3. EMBLEM 作詞・作曲:樋口了一
4. 必要と思われる箇所にピリオドを打て 作詞・作曲:城島茂
5. Mr.Traveling Man 作詞・作曲:清水昭男
6. GREEN 作詞・作曲:HIKARI
7. 宙船 (そらふね) 作詞・作曲:中島みゆき
8. LOVE YOU ONLY 作詞:工藤哲雄、作曲:都志見隆
9. Southend 作詞・作曲:HIKARI
10. WATER LIGHT 作詞・作曲:久保田光太郎
11. 『コンクリート』『ジャパニーズ』『サンデー』 作詞・作曲:久保田光太郎
12. HEY! Mr.SAMPLING MAN 作詞・作曲:久保田光太郎
13. Sunset. Sunrise 作詞・作曲:久保田光太郎
14. do! do! do! 作詞・作曲:TAKESHI

### 特典映像
1. DOCUMENT ＃1
2. DOCUMENT ＃2
3. DOCUMENT ＃3
4. すぐに感染するTOKIO #1
5. すぐに感染するTOKIO #2
6. キャメラがあると何かしてしまうTOKIO

- 隠しトラックとして「城島SONG」とメイキング映像が収録されている。